# LUX 050
LUX 050 fue un evento de artes marciales mixtas producido por LUX Fight League, que se llevó a cabo el 21 de febrero de 2025 en el Showcenter Complex de Monterrey, Nuevo León, México.

## Antecedentes
El evento estelar contó con una pelea por el Campeonato de Peso Gallo de LUX entre el campeón Juan Díaz y Uriel Cossio.
La pelea coestelar contó con un combate de peso gallo entre Santiago Prieto y Emilio Saavedra.

## Resultados
1. ↑  Por el Campeonato de Peso Gallo de LUX